# Municipio de Kennedy (Dakota del Norte)
El municipio de Kennedy (en inglés, Kennedy Township) es un municipio del condado de Hettinger, Dakota del Norte, Estados Unidos. Tiene una población estimada, a mediados de 2023, de 32 habitantes.
Abarca una zona exclusivamente rural.

## Geografía
Está ubicado en las coordenadas 46°19′50″N 102°52′19″O / 46.33056, -102.87194. Según la Oficina del Censo, tiene una superficie total de 93.56 km², de los cuales 93.38 km² corresponden a tierra firme y 0.18 km² están cubiertos de agua.

## Demografía
Según el censo de 2020, en ese momento había 37 personas residiendo en la zona. La densidad de población era de 0.40 hab./km². El 86.5 % de los habitantes eran blancos, el 5.4 % eran isleños del Pacífico o nativos de Alaska, y el 8.1% eran de una mezcla de razas. Del total de la población, el 2.7% era hispano o latino.